# داء النوسجات الرئوي الأولي
داء النوسجات الرئوي الأولي (بالإنجليزية: Primary pulmonary histoplasmosis)‏ هو أحد أنواع داء النوسجات وسببه استنشاق أبواغ النوسجة المغمدة. يمكن أن يتطور المرض عند 10٪ من المصابين بهذا المرض إلى الحمامى العقدية.:316